# HD 115004
HD 115004 är en ensam stjärna belägen i den mellersta delen av stjärnbilden Jakthundarna. Den har en skenbar magnitud av ca 4,94 och är svagt synlig för blotta ögat där ljusföroreningar ej förekommer. Baserat på parallaxmätning inom Hipparcosuppdraget på ca 7,1 mas, beräknas den befinna sig på ett avstånd på ca 460 ljusår (ca 141 parsek) från solen. Den rör sig närmare solen med en heliocentrisk radialhastighet på ca -22 km/s och kommer att ha sin närmaste position till solen med ett avstånd av 390 ljusår om ca 1,7 miljoner år.

## Egenskaper
HD 115004 är en gul till orange jättestjärna av spektralklass G8.5 III CN0.5 och ligger med 97 procent sannolikhet på den horisontella jättegrenen. Suffixnoten anger ett svagt underskott av cyanoradikaler i stjärnans atmosfär. Den har en massa som är ca 3,2 solmassor, en radie som är ca 23 solradier och har ca 242 gånger solens utstrålning av energi från dess fotosfär vid en effektiv temperatur av ca 4 800 K.